# Giurgiulești

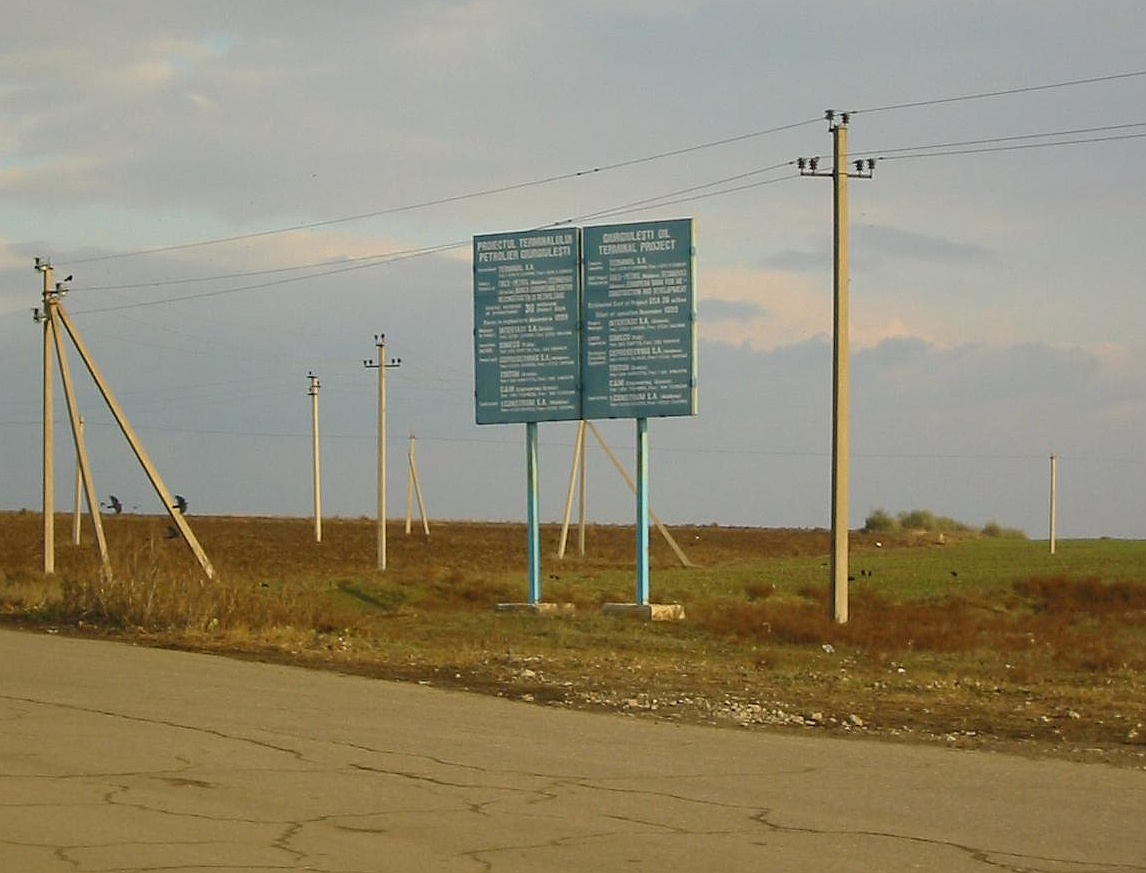
A placa do terminal de óleo

Giurgiuleşti é uma vila no ponto mais ao sul da República da Moldávia. Tem 3,074 habitantes e fica na fronteira entre a Romênia e a Ucrânia, no encontro do Rio Prut e o Danúbio. A construção de um terminal de óleo começou em 1996 e terminou em 2006, estrutura que veio a se consolidar posteriormente como o Porto de Giurgiulești.